# Angelo Arcidiacono
Angelo Arcidiacono, född den 25 september 1955 i Catania, Italien, död 26 februari, 2007 i Catania, var en italiensk fäktare som tog OS-guld i herrarnas lagtävling i sabel i samband med de olympiska fäktningstävlingarna 1984 i Los Angeles.